# Ortstransparenz
Ortstransparenz bedeutet in der EDV, dass der Benutzer einer verteilten Anwendung den tatsächlichen Ort des angefragten Objektes oder der angefragten Ressource nicht kennen muss. Der Name eines Objektes enthält daher auch keine Informationen über dessen Ort.

## Theoretische Beispiele
- In COM versteht man unter Ortstransparenz, dass es kaum Unterschiede macht, ob ein COM-Server Teil des Programms ist (InProc), einen eigenen Prozess darstellt (OutProc) oder sich gar auf einem anderen Rechner befindet (DCOM).
- Bei Datenbanken: Dem Frontend kann es egal sein, ob sich das Backend, also der eigentliche Datenbankserver, auf demselben Rechner, einem Rechner im lokalen Netzwerk oder sogar einem Rechner im Internet befindet.